# Essaim de dykes

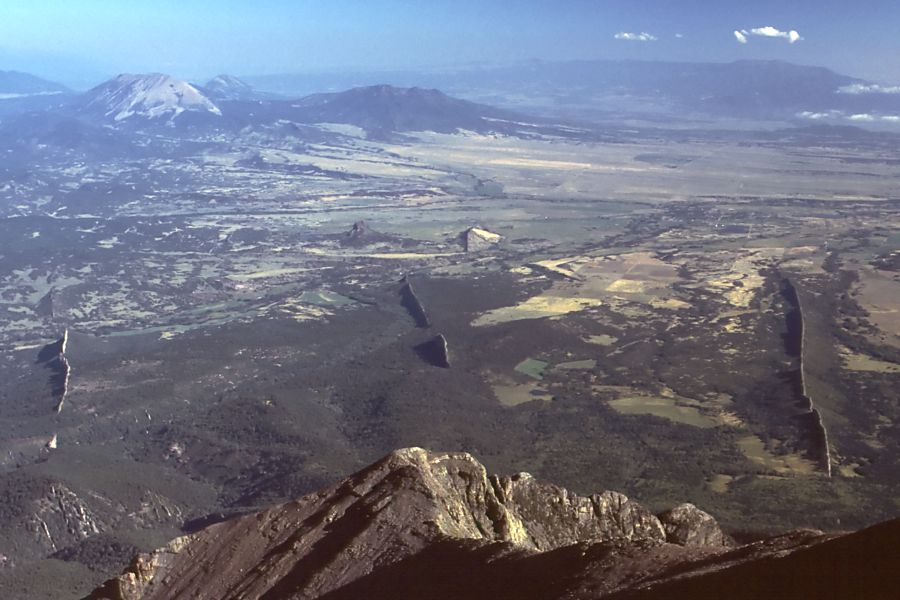
Dykes magmatiques rayonnant depuis West Spanish Peak, Colorado, États-Unis

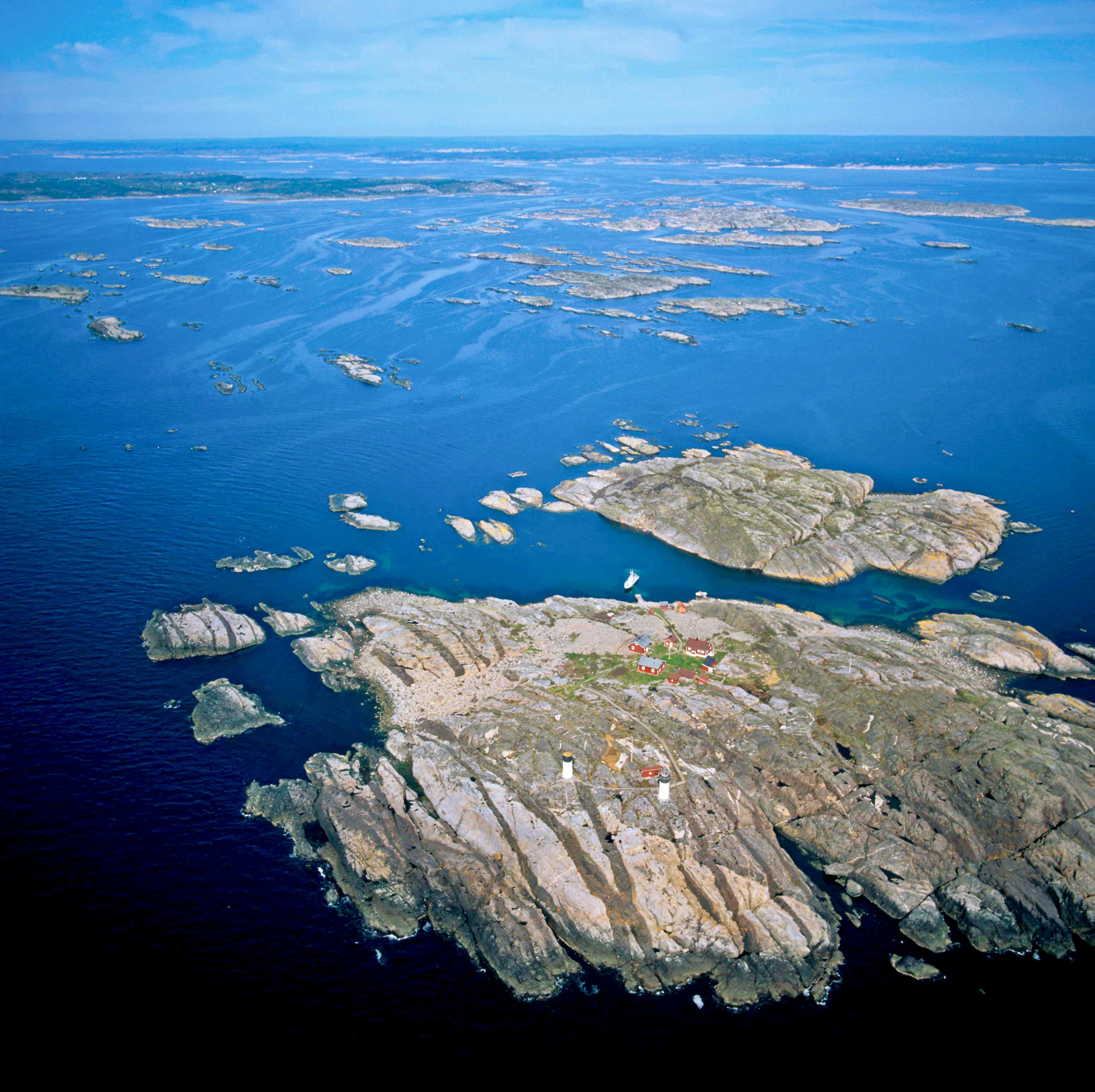
Vue de l'essaim de dykes Kattsund-Koster dans les îles Koster, dans l'ouest de la Suède

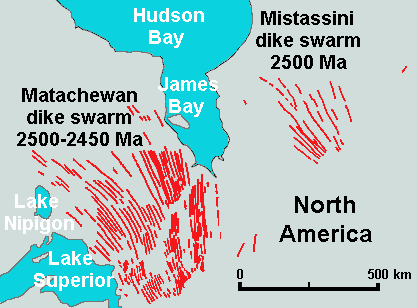
Carte des essaims de dykes de Matachewan et de Mistassini au Canada

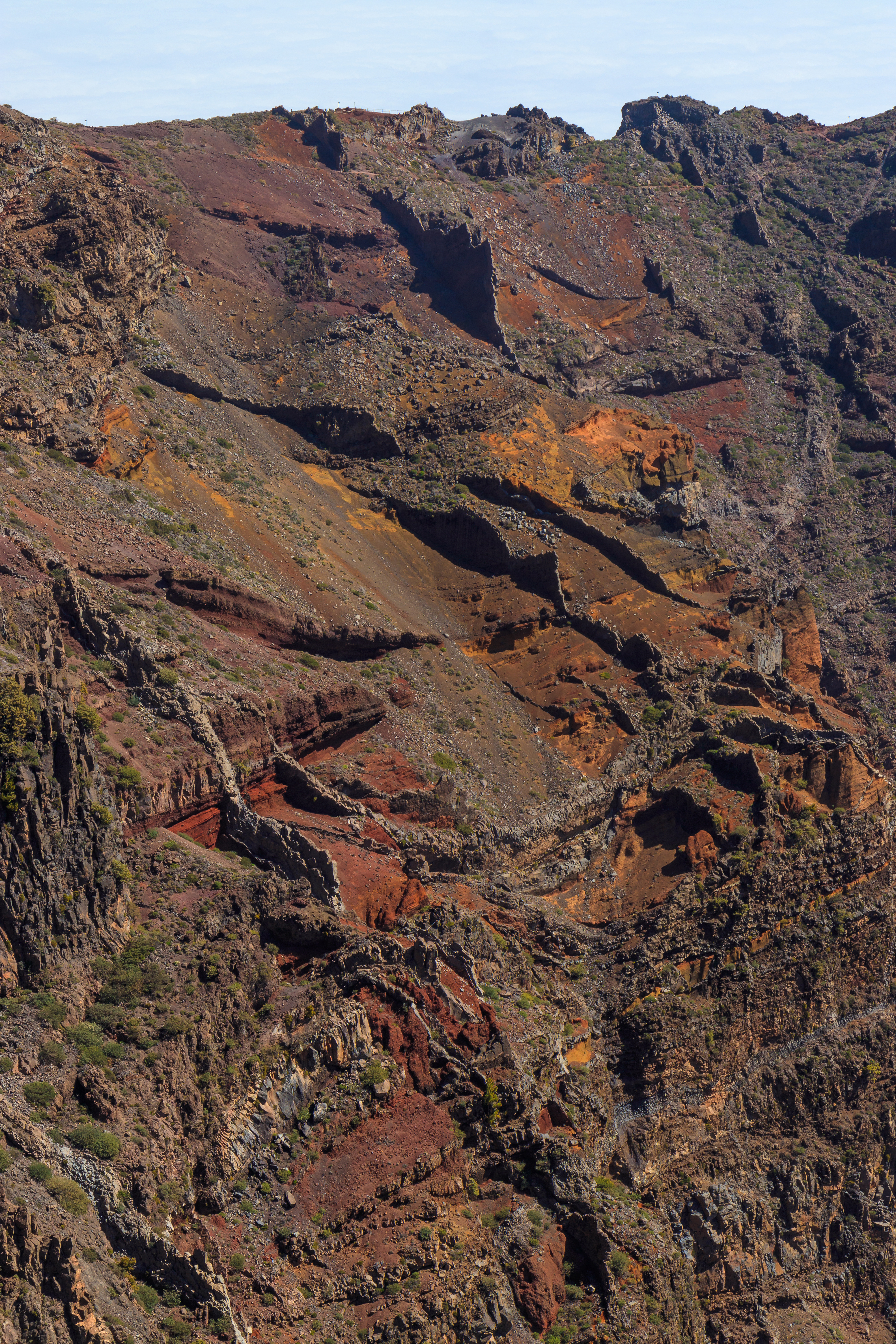
Essaims de dykes de la Caldera de Taburiente, île de la Palma, Espagne

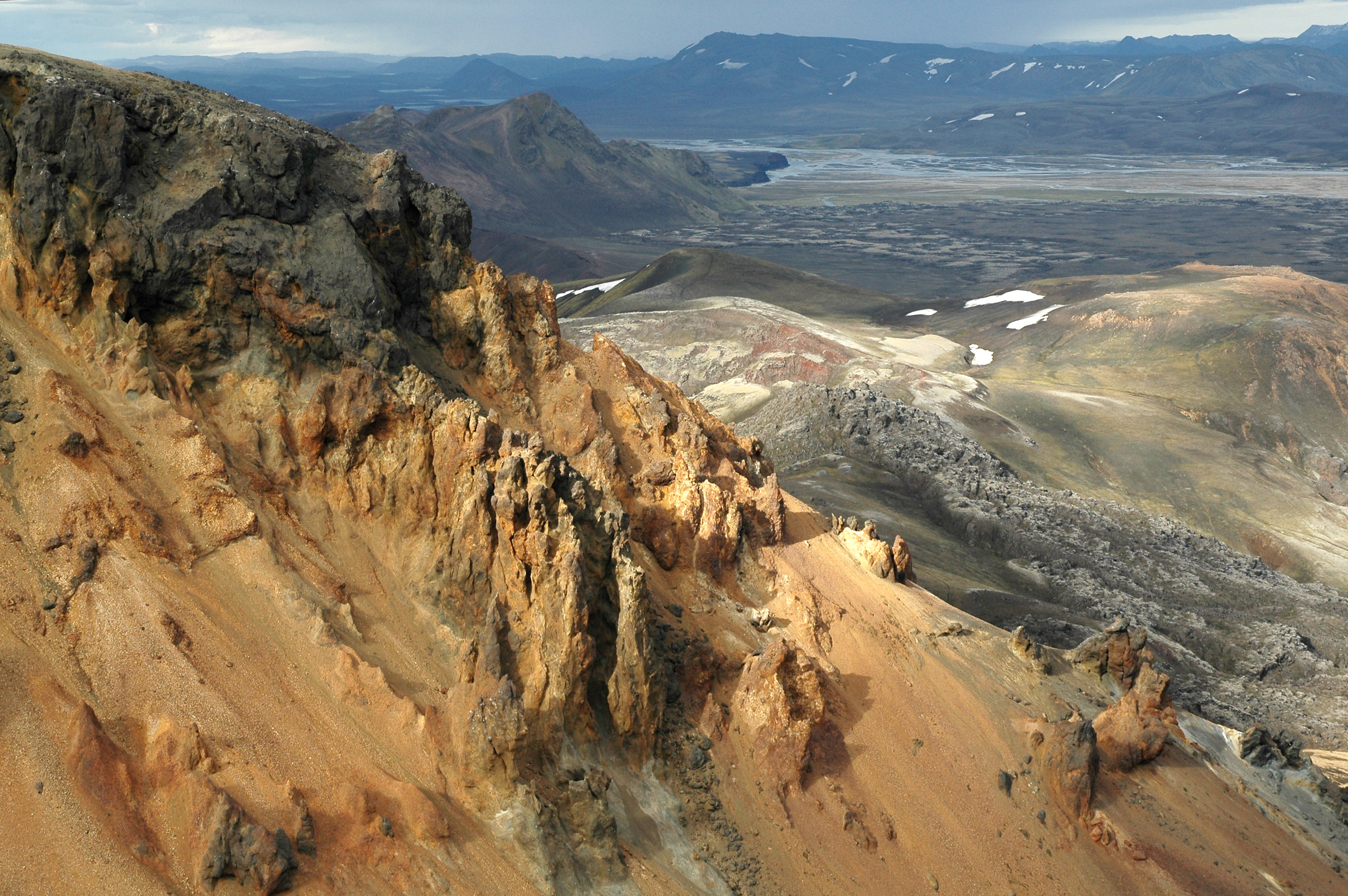
Essaim de dykes fortement altérés de la caldeira de Torfajökull près de Landmannalaugar en Islande

Un essaim de dykes ou essaim de filons est une grande structure géologique constituée d'un groupe majeur de dykes magmatiques parallèles, linéaires ou convergeant insérés dans la croûte continentale ou dans les volcans centraux des zones de rift. Des exemples existent en Islande et à proximité d'autres grands volcans (stratovolcans, caldeiras, volcans boucliers et autres systèmes de fissures) à travers le monde. Ils comprennent quelques dykes à plusieurs centaines, mis en place plus ou moins simultanément au cours d'un seul événement intrusif. Ils sont magmatiques et stratigraphiques et peuvent former une vaste province ignée.
La présence d'essaims de dykes mafiques dans les terrains archéens et paléoprotérozoïques est fréquemment évoquée comme une indication de l'activité d'un panache mantellique associée à des températures potentielles anormalement élevées du manteau.
Les essaims de digues peuvent s'étendre sur 400 km en largeur et en longueur. Le plus grand essaim de dykes connu sur Terre est celui de Mackenzie dans la moitié ouest du Bouclier canadien au Canada, qui s'étend sur plus de 500 km de large et 3 000 km de long. 
Environ 25 essaims de digues géantes sont répertoriés sur Terre. La géométrie primaire de la plupart de ces essaims de dykes géants demeure mal comprise en raison de leur ancienneté et des modifications consécutives à l'activité tectonique.
Il est notable que des essaims de digues ont également été trouvés sur Vénus et Mars,.
Il existe aussi des essaims de dykes clastiques sédimentaires sur Terre, notamment au Chili. 

## Principaux sites

### Afrique
- Essaim de dykes de la Péninsule du Cap (Afrique du Sud)
- Essaim de digues d'Okavango (en) (Botswana)
- Dykes de dolérite dans le massif du Guéra (Tchad, Afrique centrale)[6]

### Antarctique
- Essaims de dykes de Vestfold Hills (Antarctique oriental)

### Asie
- Essaim de dykes de Chine du Nord (craton de Chine du Nord)
- Essaim de dykes de Sayan (Russie)
- Essaim de digues Shirotori-Hiketa (nord-est de Shikoku, Japon)

### Australie
- Essaim de digues de Gairdner (Australie-Méridionale)
- Essaim de dykes de Mundine Well(Australie-Occidentale)
- Essaim de digues de Wood's Point (en)(Victoria, Australie)

### Europe
- Essaim de digues d'Egersund (sud-ouest de la Norvège)
- Essaim de digues de Kattsund-Koster (en) (sud-est de la Norvège, côte ouest de la Suède)
- Essaim de digues de Kildonan (île d'Arran, Écosse)
- Essaim de digues de Kirov (Russie)
- Essaim de dykes de Scourie (en) (nord-ouest de l'Écosse)
- Essaim de digues d'Orano (Île d'Elbe, Italie)
- Essaims de digues de Satakunta (en), Finlande
- Essaim de digues Sayda-Bergiesshuebel (Saxe, Allemagne)
- Essaim de digues ouraliennes, Russie[7]
- Essaim de digues de la mer de Barents (en)

### Amérique du Nord

#### Canada
- Essaims de digues Bella Bella et Gale Passage (en) (côte centrale de la Colombie-Britannique)
- Essaim de digues de Franklin (en) (Nord du Canada)
- Essaim de dykes de Grenville (en) (Ontario et Québec)
- Essaim de dykes du Mackenzie (en) (Territoires du Nord-Ouest, Nunavut, Saskatchewan, Manitoba et Ontario)
- Essaim de digues de Marathon (nord-ouest de l'Ontario)
- Essaim de dykes de Matachewan (en) (est de l'Ontario)
- Essaim de dykes de Mistassini (en) (ouest du Québec)
- Essaim de digues de Sudbury (en) (nord-est de l'Ontario)

#### Groenland
- Essaim de digues de Kangaamiut (en) (ouest du Groenland)

#### États-Unis
- Essaim de digues du chef Joseph (sud-est de l'État de Washington, nord-est de l'Oregon)
- Essaim de digues Kennedy (sud-est du Wyoming)
- Essaim de digues radiales de Magdalena (centre du Nouveau-Mexique)
- Essaim de digues de San Rafael Swell (en) (Utah)
- Essaim de digues des Spanish Peaks (en), sud du Colorado[8]
- Essaim de digues de Warm Springs Mountain (Nevada)

### Amérique du Sud
- Essaims de dykes associés aux trapps de Paraná et Etendeka
  - Essaim de digues de Cuaró, Uruguay
  - Essaim de digues de l'est du Paraguay[9],[10]
- Essaim de digues d'Ocros, Pérou
- Des essaims de dykes uruguayens (en)
  - Essaim de digues de Florida
  - Essaim de digues de Nico Perez
  - Essaim de digues Treinta y Tres
- Essaims de digues de Tandil et Azul (en) (Province de Buenos Aires, Argentine)
- Essaim de digues de Rio Ceará-Mirim

### Note
1. ↑  Dyke est l'orthographe britannique et dike l'orthographe américaine. C'est aussi connu sous le nom de filon et de digues (dans le sens géomorphologique) en français.